# Brachystelma megasepalum
Brachystelma megasepalum är en oleanderväxtart som beskrevs av Peckover. Brachystelma megasepalum ingår i släktet Brachystelma och familjen oleanderväxter. Inga underarter finns listade i Catalogue of Life.